# Pjotr Čardinin
Pjotr Ivanovič Čardinin (rus. Пётр Иванович Чардынин; Rusko Carstvo, 8. veljače 1873. – Odesa, Sovjetski Savez, 14. kolovoza 1934.) bio je ruski filmski glumac i redatelj.

## Filmovi
- Bojar Orša (1909.)
- Vlast tame (1909. nije sačuvan)
- Mrtve duše (1909.)
- Vadim (1910.)
- Idiot (1910.)
- Pikovaja dama (1910.)
- Kuća u Kolomni (1913.)
- Ujakov stan (1913.)
- Krizanteme (1914.)
- Mirage (1915.)[1]
- Šuti, tugo, šuti (1918.)[2]

## Vanjske poveznice
- Pjotr Čardinin na kino-teatr.ru